# N355 (België)
De N355 is een gewestweg in België tussen Nieuwpoort (N34) en Pervijze (N35/N302). De weg heeft een lengte van ongeveer 10 kilometer.
De gehele weg bestaat uit twee rijstroken voor beide rijrichtingen samen.

## Plaatsen langs N355
- Nieuwpoort
- Ramskapelle
- Pervijze